# Nine Network
Nine Network, también conocida como Channel 9, es un cadena de televisión de Australia, propiedad de Nine Entertainment Company. Está considerada como la primera cadena de televisión existente en Australia, ya que la emisora TCN-9 de Sídney fue la primera en comenzar sus emisiones regulares en septiembre de 1956, y llega a todo el territorio nacional a través de emisoras propias y asociadas.
Históricamente considerada como la cadena líder en las audiencias, desde 2007 Nine perdió el liderazgo.

## Historia
La cadena TCN-9 de Sídney, perteneciente a la compañía Television Consolidated Ltd, comenzó sus emisiones regulares el 16 de septiembre de 1956 como la primera emisora comercial, y primera cadena de televisión de Australia. Doce días después nace GTV-9 Melbourne, que retransmitió boletines de los Juegos Olímpicos de Melbourne 1956, y en unos pocos años la cadena sería adquirida por los propietarios de TCN-9.
El nacimiento de la red surge en 1963, cuando el dueño del canal, Frank Packer, organiza una red nacional conocida como National Television Network que englobaba a TCN-9, GTV-9, y las emisoras de Brisbane (QTQ-9) y Adelaide (NWS-9) sobre las que Packer no tenía el control. Por otra parte, estableció vínculos con emisoras afiliadas como WIN Television que le sirvieron para expandirse por todo el territorio. Durante varios años la compañía formó una parrilla competitiva, y se convirtió en el primer canal de televisión de Australia en las audiencias. La televisión en color llegó en 1975.
Cuando Frank Packer fallece en 1974, su hijo Kerry hereda la compañía. En diciembre de 1987 vende las cadenas de Sídney y Melbourne a Bond Media, propietarios de las emisoras de Perth y Brisbane, por 1.055 millones de dólares australianos. Sin embargo, en julio de 1990 Kerry Packer recuperó el control de las cuatro emisoras de Nine Network por tan solo 200 millones, una quinta parte de lo que recibió.
La cadena comenzó sus pruebas de televisión digital en 1997, siendo las primeras de todo el hemisferio sur, y comenzaron en 2001. Las pruebas en alta definición llegaron ese mismo año, aunque el canal propio no comenzó hasta 2008. En diciembre de 2005, el fallecimiento de Kerry Packer hace que su hijo James tome el control de la compañía.

## Programación
La mayor parte de la programación de Nine está ocupada por la producción propia nacional, tanto en series como en programas. Por otra parte, las series y películas estadounidenses llegan por acuerdos con las compañías Warner Bros, Sony Pictures, Lions Gate o Regency entre otros. Su target tradicional es público adulto, aunque debido a la pérdida del liderazgo la cadena trata de rejuvenecer parte de su oferta.
El servicio nacional de noticias es Nine News, tradicionalmente el más visto del país. En cuanto a espacios internacionales informativos, el canal tiene firmados acuerdos de colaboración con American Broadcasting Company.
Su oferta deportiva consta de críquet y National Rugby League. Durante la década de 2000 tuvo los derechos por el fútbol australiano, pero los perdió en 2006. Otras de las competiciones transmitidas por la cadena son el US Open de tenis, Wimbledon o el British Open de golf. Nine se hizo con los derechos de los Juegos Olímpicos de invierno 2010 y verano 2012.

## Disponibilidad
Nine Network emite en analógico, digital y 1080i. Cuenta en la actualidad con cuatro emisoras propias en las ciudades de Sídney, Melbourne, Brisbane y Darwin, y como aliadas principales a las emisoras de Adelaide y Perth, que si bien mantienen la misma marca no pertenecen a la compañía directamente. Además el canal completa su difusión nacional por todo el país con emisoras afiliadas, entre las que destaca Southern Cross Nine, Imparja Television y NBN Television. Hasta el 1 de julio de 2016, WIN Television era parte de las redes regionales de Nine Network cuando después intercambió canales con Network Ten.